# ديانا كيغ
ديانا كيغ (بالإنجليزية: Diana Cage)‏ هي مقدمة برامج إذاعية وكاتبة العمود أمريكية، ولدت في 16 يوليو 1969 في سان دييغو في الولايات المتحدة.

## وصلات خارجية
- الموقع الرسمي